# Brdo
Brdo es un pueblo ubicado en la municipalidad de Nova Varoš, en el distrito de Zlatibor, Serbia.

## Superficie
Posee una superficie de 9,908 kilómetros cuadrados.

## Demografía
Hasta 2011 la población era de 320 habitantes, con una densidad de población de 32,30 habitantes por kilómetro cuadrado.